# دخول فرنسا إلى الحرب العالمية الأولى

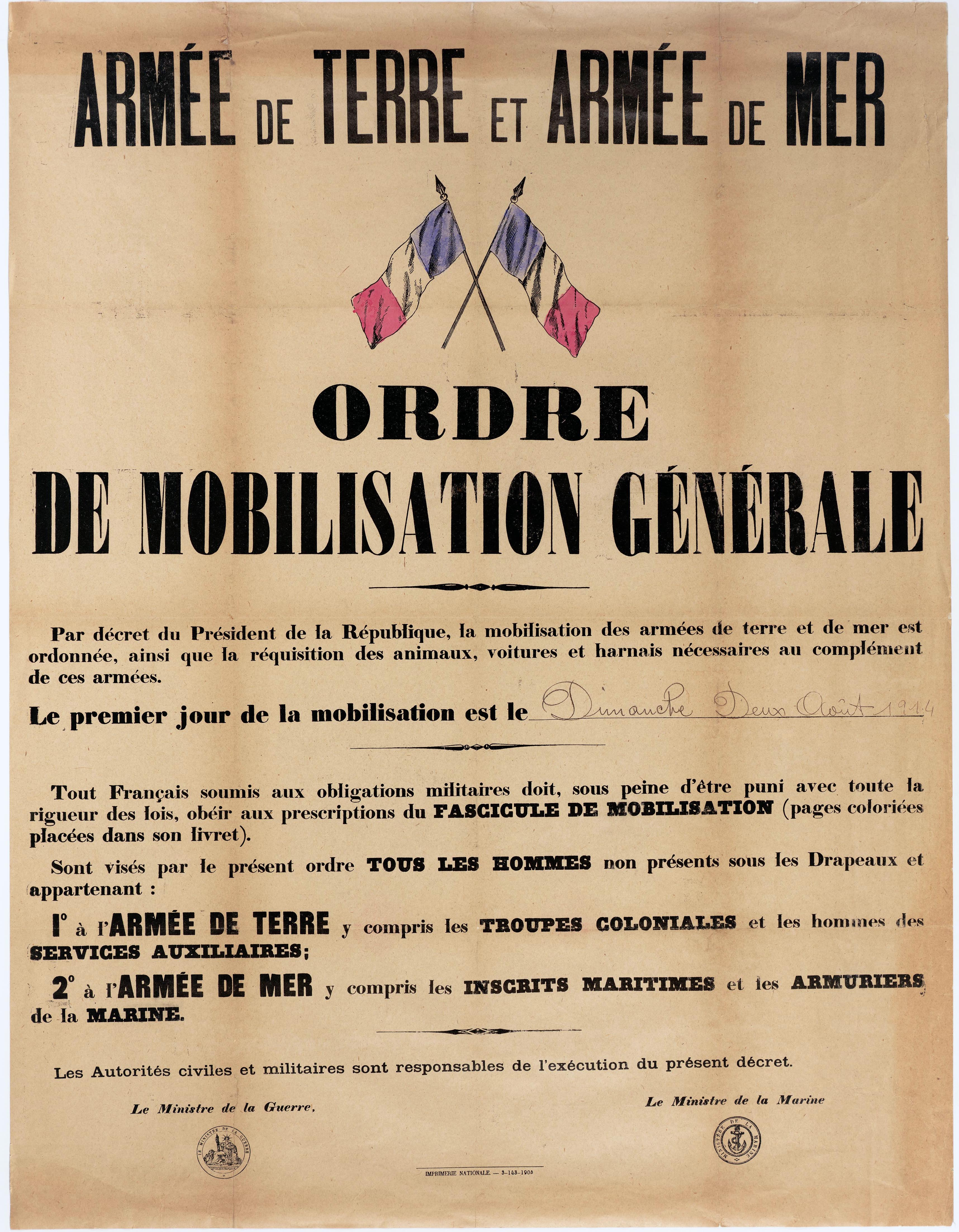
أمر التعبئة العامة، 2 أغسطس 1914.

نشبت الحرب العالمية الأولى نتيجة صراع بين تحالفين: الحلف الثلاثي المؤلف من ألمانيا والإمبراطورية النمساوية المجرية وإيطاليا، والوفاق الثلاثي المؤلف من فرنسا وروسيا وبريطانيا. عقدت فرنسا حلفًا عسكريًا مع روسيا بدايةً من عام 1894 للتصدي للخطر الألماني المحتمل على كلى البلدين. بينما عقدت ألمانيا حلفًا عسكريًا مع الإمبراطورية النمساوية المجرية منذ عام 1879.
في يونيو عام 1914، اُغتيل الأرشدوق فرانس فرديناند، وريث عرش الإمبراطورية النمساوية المجرية. ولذا عزمت حكومة النمسا-المجر على تدمير صربيا للمرة الأخيرة عقابًا على إثارة الفتن في أوساط السلافيين. سمحت ألمانيا للنمسا سرًا بشن حربها على صربيا بحرية مطلقة، واعدةً إياها بدعمها عسكريًا بغض النظر عن القرار الذي ستتخذه. رغبت كلٌ من ألمانيا والنمسا في حرب محلية على نطاق محدود بين النمسا وصربيا.
عزمت روسيا على التدخل لمساعدة صربيا باعتبارها دولة سلافية شقيقة، وذلك رغم عدم وجود أي معاهدة تُلزم روسيا بذلك. نال قيصر روسيا دعم الرئيس الفرنسي الذي لم يكن ليتدخل في تلك الحرب لولا تدخل روسيا. حشدت روسيا جيشها لمواجهة النمسا-المجر، وحشدت فرنسا جيشها أيضًا. أعلنت ألمانيا الحرب على فرنسا وروسيا، وغزت فرنسا عبر بلجيكا. نسقت بريطانيا تخطيطها البحري والعسكري مع فرنسا، ولكنها لم تكن مُلزمة بالدفاع عن فرنسا. ورغم ذلك كانت بريطانيا مُلزمة بالدفاع عن بلجيكا بموجب الاتفاقية التي عُقدت بينهما، ونتيجة لذلك انضمت بريطانيا إلى الحرب في صف روسيا وفرنسا (الحلفاء) وأعلنت الحرب على ألمانيا والإمبراطورية النمساوية المجرية (قوى المركز). تحالفت اليابان مع بريطانيا وانضمت للحلفاء. انضمت الدولة العثمانية (تركيا) إلى دول المركز. انضمت إيطاليا إلى الحلفاء عام 1915 على الرغم من المعاهدات التي عقدتها مع دول المركز. حاولت الولايات المتحدة التوسط لعقد مفاوضات السلام بلا جدوى، وانضمت للحلفاء في أبريل عام 1917. وبعد وقوع خسائر فادحة من جانب كلى الطرفين، انتصر الحلفاء انتصارًا حاسمًا، وقسموا غنائم الحرب فيما بينهم، بما يشمل المستعمرات الألمانية ومعظم أراضي الدولة العثمانية. تفككت كلٌ من ألمانيا والدولة العثمانية والإمبراطورية الروسية عقب انتهاء الحرب.

## خلفية دبلوماسية
نشبت حالة من الفوضى داخل عصبة الأباطرة الثلاثة التي أسسها أوتو فون بسمارك في عقد 1880. ظلت ألمانيا متحالفة مع النمسا تحالفًا وثيقًا على الرغم من تصاعد التوتر بين روسيا والنمسا-المجر. منع بسمارك البنوك الألمانية من إقراض روسيا المال أملًا في إقناع قيصر روسيا بتلبية مطالبه. استبدلت روسيا البنوك الألمانية بالبنوك الفرنسية، وساعدت فرنسا روسيا على تعجيل عملية تحول الاقتصاد الروسي إلى اقتصاد صناعي. اقترض الروس 500 مليون فرانك بحلول عام 1888. وقع بسمارك على معاهدة إعادة التأمين مع روسيا في عام 1887، ولكن عقب سقوط السلطة من يد بسمارك، رفض القيصر فيلهلم الثاني طلب روسيا بتجديد المعاهدة في عام 1890.
كانت الفائدة التي عاد بها التحالف الفرنسي الروسي على فرنسا جليًا أمام كل الفرنسيين: لم تعد فرنسا وحيدة في صراعها مع ألمانيا، فإذا حاولت ألمانيا شن حرب على فرنسا فسوف تضطر لمحاربة روسيا أيضًا. تبادلت فرنسا وروسيا الزيارات الرسمية في عامي 1890 و1891، وأدى قيصر روسيا تحية النشيد الوطني الفرنسي، لامارسييز. أُعلن عن التحالف الفرنسي الروسي في عام 1894. وتبع هذا الانقلاب الدبلوماسي اتفاقًا سريًا مع إيطاليا يسمح لها بالتوسع في طرابلس (ليبيا حاليًا التي كانت تحت الحكم العثماني). وفي المقابل وعدت إيطاليا بعدم معاداة فرنسا في أي حرب مستقبلية. وفي ذات الوقت، شعر البريطانيون بالقلق حيال التقدم البحري الألماني ومنافسة ألمانيا لبريطانيا على الصعيد الصناعي، ما جعل التحالف مع فرنسا أمرًا جاذبًا بصفة متصاعدة.
تنافست فرنسا وبريطانيا (وإيطاليا كذلك ولكن بدرجة أقل) على فرضت سطوتهما الاستعمارية على إفريقيا. تنازعت بريطانيا وفرنسا بصفة مستمرة على الحدود الفاصلة بين مستعمراتهما (مثال: حادثة فشودة). كان وزير الخارجية الفرنسي ثيوفيل ديلكاس واعيًا بأن فرنسا لن تنتصر في صراعها مع ألمانيا في أوروبا وصراعها مع بريطانيا في إفريقيا في ذات الوقت، ولذا أمر القوة الاستكشافية التابعة للنقيب مارشلاند بالانسحاب من فشودة على الرغم من الاحتجاجات الشعبية. مهدت تلك الحادثة إلى انضمام بريطانيا إلى الحرب العالمية الأولى في صف فرنسا.
أخمدت زيارة الملك إدوارد السابع إلى فرنسا المشاعر المعادية لبريطانيا في فرنسا، ومهدت الطريق أمام الاتفاق الودي بين بريطانيا وفرنسا. أدت الاتفاق الاستعماري بين فرنسا وبريطانيا ضد سياسة القيصر فيلهلم الخارجية العدوانية إلى توطيد العلاقات بين البلدين. أدت الأزمات السياسية في المغرب في عامي 1905 و1911 إلى عقد سلسلة من المفاوضات العسكرية السرية بين البلدين تأهبًا للحرب المحتملة مع ألمانيا. ورغم ذلك أدرك وزير الخارجية البريطاني إدوارد غراي أنه من المحتمل أن تخرج النزاعات الصغيرة بين باريس وبرلين عن نطاق السيطرة، ولذا عكف غراي على لعب دور الوسيط وتهدئة الطرفين للحفاظ على اتزان القوى السلمي. ورفض غراي التعهد بأي التزامات دائمة بالدفاع عن فرنسا. وفي عام 1905، وافق غراي على إجراء حوارات بين أركان حرب كلى البلدين، ما يعني ضمنيًا أنه إذا نشبت الحرب بين فرنسا وألمانيا فسوف تؤازر بريطانيا فرنسا، ولكن دون التعهد بذلك. وعندما اشتبكت فرنسا مع ألمانيا في المغرب للمرة الثانية حاول غراي في عام 1911 أن يكبح جماح الفرنسيين وإرضاء الألمان. ظلت البحرية الملكية البريطانية مهيمنة على شئون العالم، وظل الإنفاق عليها أولوية كبرى في نظر الحكومة البريطانية. كان الجيش البريطاني صغيرًا، ورغم ذلك خططت بريطانيا لإرسال قوات استكشافية إلى فرنسا منذ عهد وزير الحرب البريطاني ريتشارد هالدان. وفي الفترة 1907–1914، تعاونت الجيوش الفرنسية والبريطانية في تطوير خطط لنقل القوات الاستكشافية البريطانية المؤلفة من 100,000 جندي محارب إلى فرنسا بسرعة شديدة، وإيصالهم للصفوف الأمامية في غضون أسبوعين في حالة نشوب حرب مع ألمانيا. أكد غراي على أن السلم في مصلحة بريطانيا والإمبراطورية البريطانية.
تمكنت فرنسا من تقوية وضعها العسكري عن طريق عقد تحالفات جديدة وتجنيد المزيد من الشبان. اتبعت روسيا نفس النهج الذي اتبعته فرنسا، وكانت بريطانيا مستعدة للانضمام في أي وقت. وفي عام 1913 أصدرت فرنسا «قانون السنوات الثلاثة» المثير للجدل الذي أطال فترة التجنيد الإلزامي للفرنسيين من عامين إلى ثلاثة أعوام. ففي السابق كان الشبان الفرنسيين يتدربون في سن الحادي والعشرين والثاني والعشرين قبل أن ينضموا إلى القوات الاحتياطية، ولكن عقب إصدار هذا القانون أضحت فترة التدريب تبدأ في سن العشرين وتنتهي في سن الثاني والعشرين.
بدأت الحرب عام 1914، ولم تتمكن فرنسا حينها من هزيمة ألمانيا إلا بمعاونة الإنجليز. ولكن بريطانيا لم تكن مُلزمة حينها بالدفاع عن فرنسا. فقد كانت حكومة بريطانيا الليبرالية حكومة سلمية، وفي ذات الوقت كانت مُلتزمة بالقوانين والمعاهدات الدولية لأبعد مدى، حتى أن غزو ألمانيا لبلجيكا وحده كان كافيًا لتشجيع أعضاء الحزب الحاكم على دعم جهود الحرب والوقوف في صف الحلفاء. حُسم أمر دخول بريطانيا إلى الحرب العظمى لسببين رئيسيين: شعور بريطانيا بواجبها في الدفاع عن فرنسا، وإدراك الحزب الليبرالي أنه إذا لم تُحسم تلك القضية فسوف يفوز الحزب المحافظ ذو التوجه العسكري بالانتخابات المقبلة. عندما غزت ألمانيا بلجيكا، أدركت بريطانيا أن فرنسا تواجه خطرًا حقيقيًا بالهزيمة، ولذا عزمت على دخول الحرب.
أدت التوترات العالمية وسباق التسلح إلى ضرورة تجنيد المزيد من الشبان وإطالة فترة التدريب العسكري من عامين إلى ثلاثة أعوام. ظن الاشتراكيون حينها (وعلى رأسهم جان جوريس) أن تلك الحرب مؤامرة رأسمالية ولن تعود بالنفع على الطبقة العاملة، ولذا عملوا جاهدين على محاولة تعطيل قانون التجنيد الجديد بالتعاون مع مجموعات المرأة ومجموعات الطبقة الوسطى السلمية، ولكن بلا جدوى.